# Zygiella montana
Zygiella montana is een spinnensoort uit de familie van de Phonognathidae.
De wetenschappelijke naam van de soort werd in 1834 als Zilla montana gepubliceerd door Carl Ludwig Koch.